# Testarea ipotezelor statistice

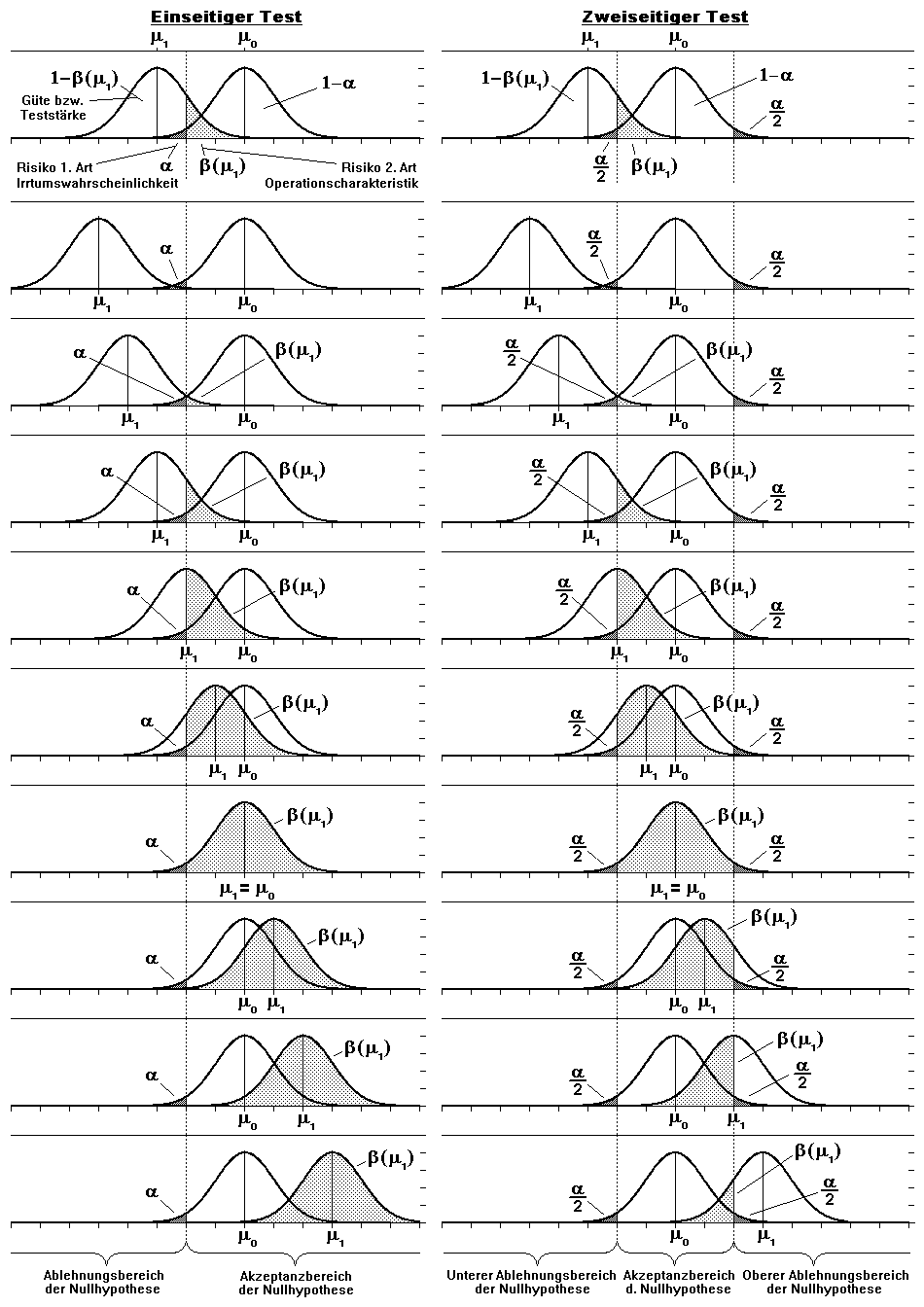
Dependența erorii de tip II de valoarea reală a parametrului µ1 în cazul unui test statistic unilateral și bilateral.

Testarea ipotezelor statistice (engleză Statistical hypothesis testing) reprezintă o abordare pentru analiza datelor provenite prin eșantionare dintr-o populație originară. Un test statistic este un demers care constă din a determina dacă există destule dovezi pentru a respinge o ipoteză numită ipoteza nulă (adică a considera că ipoteza este falsă). O ipoteză, în limbajul statistic, este un enunț care exprimă un fapt ce va fi dovedit adevărat sau fals, în urma unui test; ipoteza nulă este ipoteza care se dorește a fi testată, respectiv că datele obținute dintr-un eșantion prelevat dintr-o populație originară mare sunt aleatorii. Analiza datelor prin testare statistică este un răspuns la întrebarea „Care este probabilitatea ca aceste rezultate să fi fost obținute complet aleatoriu?”
Ipoteza nulă este testată în mod frecvent față de ipoteza alternativă care se consideră adevărată dacă ipoteza nulă este falsă. De obicei, ipoteza alternativă înseamnă că datele rezultă dintr-un efect real, nu în mod aleatoriu. Un exemplu de format curent pentru testarea ipotezei nule H0 este afirmația că două medii ale populației sunt egale.
Testele cele mai frecvent utilizate sunt testul -z, testul -t, testul-F, testul χ2 (hi pătrat) și testul analizei varianței, prescurtat ANOVA. Aceste teste privind ipotezele statistice se bazează pe faptul că mediile, varianțele (dispersiile), proporțiile și alte instrumente statistice formează distribuții de frecvențe cu modele cunoscute. Testul -z se bazează pe distribuția normală, cea mai cunoscută (distribuția Gauss), testele -t, -F și χ2 se bazează pe distribuțiile t, F și hi pătrat.

## Situații de utilizare
- Atunci când se trag concluzii referitoare la media, proporția, varianța sau alte caracteristici statistice ale unui set de date;
- Atunci când concluziile se vor baza pe eșantioane prelevate dintr-o populație originară mai mare;
- Atunci când se analizează dacă media sau varianța mai multor seturi de date diferă;
- Atunci când se analizează dacă două proporții din două seturi diferite de date sunt diferite.[2]

## Procesul de testare
Procedura pentru testarea ipotezelor are trei etape: înțelegerea problemei care trebuie rezolvată (concluzii de obținut), planificarea testului (pașii 1, 2, 3), un număr mare de calcule realizate cu un calculator (pașii 4 și 5) și aplicarea rezultatelor numerice la problema respectivă (pasul 6).
Se parcurg următorii pași:
1. Se stabilește tipul concluziei sau deciziei care trebuie obținute în legătură cu datele disponibile. Se identifică testul corespunzător ce va fi aplicat pentru respectiva decizie.
2. Se enunță ipoteza nulă și ipoteza alternativă. Ipoteza nulă H0 este cea considerată a priori ca adevărată.Ipoteza alternativă H1 este complementară ipotezei nule. Enunțarea ipotezelor este importantă pentru că o enunțare eronată a ipotezelor face confuz restul procesului. Se stabilește dacă testul este bilateral, unilateral stânga sau unilateral dreapta. Dacă ipoteza alternativă include < (mai mic decât) este necesar un test unilateral stânga. Dacă ipoteza alternativă include > (mai mare decât) este necesar un test unilateral dreapta. Testul hi pătrat este totdeauna unilateral dreapta.
3. Se alege pragul de semnificație α.  Acesta reprezintă un prag de probabilitate sub care ipoteza nulă va fi respinsă. De obicei se alege un prag de semnificație α de 1%, 5% sau 10% (α = 0,01, 0,05 sau 0,10).
4. Se calculează testul statistic, adică numărul utilizat pentru ipoteza nulă. Pentru fiecare tip de test există o anumită formulă. Pentru acest calcul se utilizează de obicei computerul.
5. Se stabilește probabilitatea P ca testul să fie aleatoriu, în cadrul distribuției cunoscute a testului ales. Valoarea P este egală cu suprafața de sub curba de distribuție, de după valoarea statistică a testului. Se utilizează în acest scop un tabel statistic sau un program informatic de calcul.
6. Se compară valoarea P cu α în cazul unui test unilateral stânga sau unilateral dreapta sau cu α/2 pentru un test bilateral. Regula de decizie este următoarea: dacă valoarea P este < α se respinge ipoteza nulă și se stabilește că ipoteza alternativă este probabil adevărată. In caz contrar, nu se respinge ipoteza nulă și se stabilește că nu există suficiente dovezi pentru a sprijini ipoteza alternativă.

## Erori de tipul I și de tipul II
Datorită faptului că testarea ipotezelor operează cu eșantioane și probabilități există posibilitatea de a lua decizii greșite, de a comite erori. Există două tipuri de erori care se referă la acceptarea sau respingerea ipotezei nule.
Eroarea de tipul I apare atunci când ipoteza nulă H0 este adevărată, însă este respinsă, fiind considerată falsă. Probabilitatea de apariție a unei erori de tipul I este pragul de semnificație α.
Eroarea de tipul II apare atunci când ipoteza nulă H0 este falsă, dar este acceptată, considerând că aceasta este adevărată. Probabilitatea de apariție a unei erori de tipul II este β.
Pentru un volum al eșantionului dinainte dat, probabilitatea de a comite o eroare de tipul I se poate micșora prin reducerea corespunzătoare a mărimii α, care coincide cu pragul de semnificație ales. Aceasta atrage după sine o mărire corespunzătoare a probabilității β, deci a probabilității erorii de tipul II. De aceea, singurul mijloc de a micșora simultan ambele probabilități ale erorilor constă în mărirea numărului de măsurări ale căror rezultate se folosesc pentru testul statistic.